# Шифрин, Лало
Лало Шифрин (исп. Lalo Schifrin; 21 июня 1932, Буэнос-Айрес — 26 июня 2025[…], Лос-Анджелес, Калифорния) — аргентинский, затем американский джазовый пианист и композитор. Автор музыки ко многочисленным кинофильмам и аранжировщик известных джазовых произведений. Лауреат премии «Оскар» за выдающиеся заслуги в кинематографе (2018).

## Биография
Лало Шифрин родился в еврейской семье, сын скрипача Луиса Шифрина. Изучал музыку с 6 лет, рано заинтересовался джазом. Начал изучать социологию и право в Университете Буэнос-Айреса, однако уже в 20 лет получил стипендию, позволившую ему обучаться в Парижской консерватории. По ночам Шифрин подрабатывал джазовым пианистом в парижских клубах. В 1955 году представлял Аргентину на джазовом фестивале в Париже.
Возвратившись в Аргентину, Шифрин сформировал джазовый оркестр, часто появлялся на аргентинском телевидении. В 1956 году он познакомился с Диззи Гиллеспи и получил предложение написать композицию для «Гиллеспи’с Биг-Бэнд». В 1960 году в Нью-Йорке молодой пианист вновь встречается с Гиллеспи, и тот предлагает ему вакансию в своём квинтете. В 1963 году Шифрин написал своё первое музыкальное произведение для Голливуда, и с тех пор принял участие в создании в качестве композитора более 100 фильмов.
Наиболее известная и узнаваемая тема Шифрина — композиция к многосерийному телевизионному фильму «Миссия невыполнима» (1966), созданная в сложном размере 5/4, редком для популярной музыки.
Лало Шифрин имеет свою звезду на Голливудской аллее славы.
Умер 26 июня 2025 года в возрасте 93 лет в больнице Лос-Анджелеса от осложнений пневмонии. У него остались жена Донна и трое детей.

## Награды
Лало Шифрин 21 раз номинировался на премию «Грэмми» и 4 раза одерживал победу, в том числе 4 номинации и 1 победа за музыку для кинематографа и телевидения к сериалу «Миссия невыполнима» (1966).
Композитор 6 раз номинировался на премию «Оскар». В 2018 году Шифрин был награждён почётным «Оскаром» за вклад в киноискусство.

## Музыка к кинофильмам (избранное)
- 1964 — «Хищники» / фр. Les Félins;
- 1965 — «Носорог!» / англ. Rhino!;
  - «Цинциннати Кид» / англ. The Cincinnati Kid;
  - «Ликвидатор» / англ. The Liquidator;
  - «Рождённый вором» / англ. Once a Thief;
- 1966 — «Убийцы» / англ. Murderers’ Row;
- 1967 — «Лис» / англ. The Fox — номинация на премию Оскар, номинация на премию Грэмми;
  - «Психоаналитик Президента» / англ. The President's Analyst;
  - «Хладнокровный Люк» (иногда — «Люк — холодная рука») / англ.  Cool Hand Luke — номинация на премию Оскар;
- 1968 — «Буллит» / англ. Bullitt;
  - «Братство» / англ. The Brotherhood ;
  - «Ад в Тихом океане» / англ. Hell in the Pacific;
  - «Блеф Кугана» / англ.  Coogan's Bluff ;
- 1969 — «Че!» / англ. Che!;
- 1970 — «Герои Келли» / англ. Kelly's Heroes;
- 1971 — «THX 1138»;
  - «Грязный Гарри» / англ. Dirty Harry;
- 1972 — «Первоклассный товар» / англ. Prime Cut;
  - «Джо Кидд» / англ. Joe Kidd;
  - «Ярость» / англ. Rage;
  - «Гнев Божий» / англ. The Wrath of God;
- 1973 — «Высшая сила» / англ.  Magnum Force;
  - «Выход Дракона» / англ. Enter the Dragon;
  - «Чарли Вэррик» / англ. Charley Varrick;
- 1974 — «Четыре мушкетёра: Месть миледи» / англ. Four Musketeers;
- 1976 — «Орёл приземлился» / англ. The Eagle Has Landed;
  - «Путешествие проклятых» / англ. Voyage of the Damned — номинация на премию Оскар, номинация на премию Золотой Глобус;
- 1977 — «Американские горки» / англ. Rollercoaster;
  - «Телефон» / англ. Telefon;
- 1978 — «Возвращение с горы Ведьм» / англ. Return from Witch Mountain;
  - «Маниту» / англ. The Manitou;
- 1979 — «Ужас Амитивилля» / англ. The Amityville Horror — номинация на премию Оскар, номинация на премию Золотой Глобус;
  - «Бегство к Афине» / англ. Escape To Athena;
  - «Аэропорт-79: Конкорд» / англ. The Concorde — Airport`79;
  - «Любовь и пули» / англ. Love and Bullets;
- 1980 — «Брубэйкер» / англ. Brubaker;
  - «Большая драка» / англ. The Big Brawl;
  - «Когда время уходит» / англ. When Time Ran Out;
  - «Конкурс» / англ. The Competition — номинация на премию Оскар, номинация на премию Золотой Глобус;
- 1981 — «Пещерный человек» / англ. Caveman;
- 1982 — «Искушение» / англ. The Seduction;
- 1983 — «Внезапный удар» / англ. Sudden Impact;
  - «Уикенд Остермана» / англ. The Osterman Weekend;
  - «Доктор Детройт» / англ. Doctor Detroit;
  - «Афера 2» / англ. The Sting 2 — номинация на премию Оскар;
- 1984 — «Танк» / англ. Tank;
- 1985 — «Высокий сезон» / англ. The Mean Season;
- 1986 — «Восход „Чёрной луны“» / англ. Black Moon Rising;
- 1987 — «Четвёртый протокол» / англ. The Fourth Protocol;
- 1988 — «Смертельный список» / англ.  The Dead Pool;
- 1991 — «Иллюзия убийства 2» / англ.  F/X 2;
- 1991 — «Женщина по имени Джеки» / англ.  A Woman Named Jackie;
- 1993 — «Деревенщина в Беверли-Хиллз» / англ.  The Beverly Hillbillies;
- 1998 — «Танго» / англ. Tango;
  - «Час пик» / англ. Rush Hour — номинация на премию Грэмми;
- 2001 — «Час пик 2» / англ.  Rush Hour 2;
- 2004 — «Мост короля Людовика Святого» / англ.  The Bridge of San Luis Rey;
- 2007 — «Час пик 3» / англ.  Rush Hour 3.